# Västra Grevie
Västra Grevie is een plaats (småort) in de gemeente Vellinge in het landschap Skåne en de provincie Skåne län in Zweden. De plaats heeft 51 inwoners (2010) en een oppervlakte van 10 hectare.
Höllviken · Skanör med Falsterbo · Vellinge · Ljunghusen · Hököpinge · Västra Ingelstad · Rängs sand · Gessie villastad · Östra Grevie · Arrie · Vellinge Väster ·  Södra Åkarp · Hököpinge kyrkby · Möllevången · Räng (west) · Mellan-Grevie · Norra Håslöv · Gessie · Räng · Kronan · Västra Grevie